# María Clemencia de Santos
María Clemencia Rodríguez de Santos (née 13 novembre 1955 à Bucaramanga) est une graphiste colombienne ayant été Première dame de Colombie de 2010 à 2018 en tant qu'épouse du président Juan Manuel Santos.
Rodríguez de Santos, affectueusement surnommée « Tutina », est reconnue comme une icône de la mode colombienne pour sa sobriété et son élégance.

## Biographie

### Jeunesse
María Clemencia Rodríguez Múnera est née à Bucaramanga, Santander en 1955 de Jorge Rodríguez et Cecilia Múnera de Rodríguez. Elle fait ses études de base à le Saint Patrick School et est ensuite entrée à le Centre d'études artistiques et techniques comme graphiste. Plus tard, elle travaillera dans le domaine du marketing de la Caisse d'Épargne Sociale et plus tard comme Secrétaire Particulière du Ministère des Télécommunications et enfin Directrice des Relations Publiques de la Banque de la république et ensuite comme Directrice du Musée d'Art religieux.

## Distinctions
- Grand-croix de l'ordre de l'Infant Dom Henri